# Низинні ліси П'юджету
Низинні ліси П'юджету (ідентифікатор WWF: NA0524) — неарктичний екорегіон хвойних лісів помірної зони, розташований на заході Канади та на північному заході США.

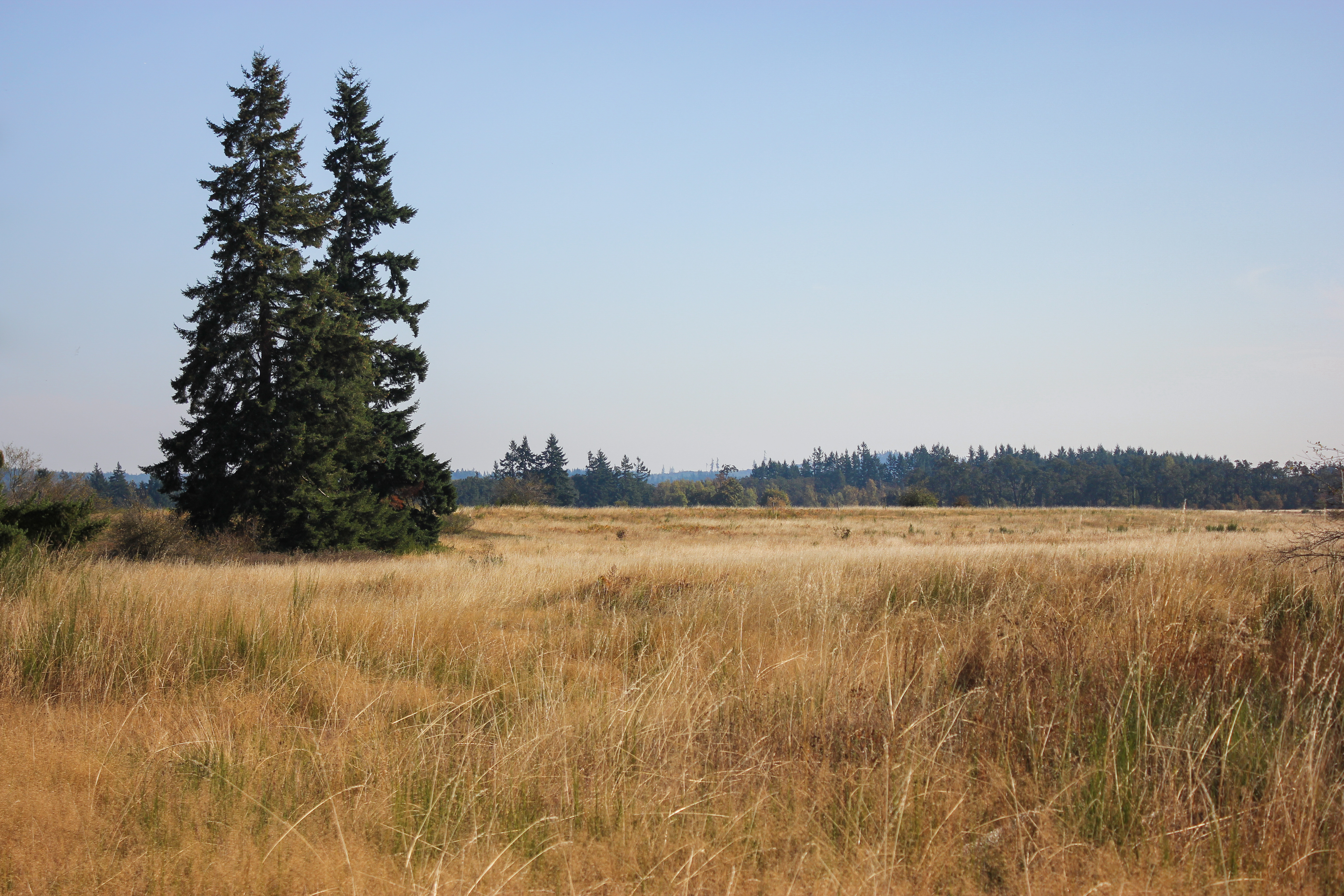
Прерія у південній частині регіону П'юджет-Саунд

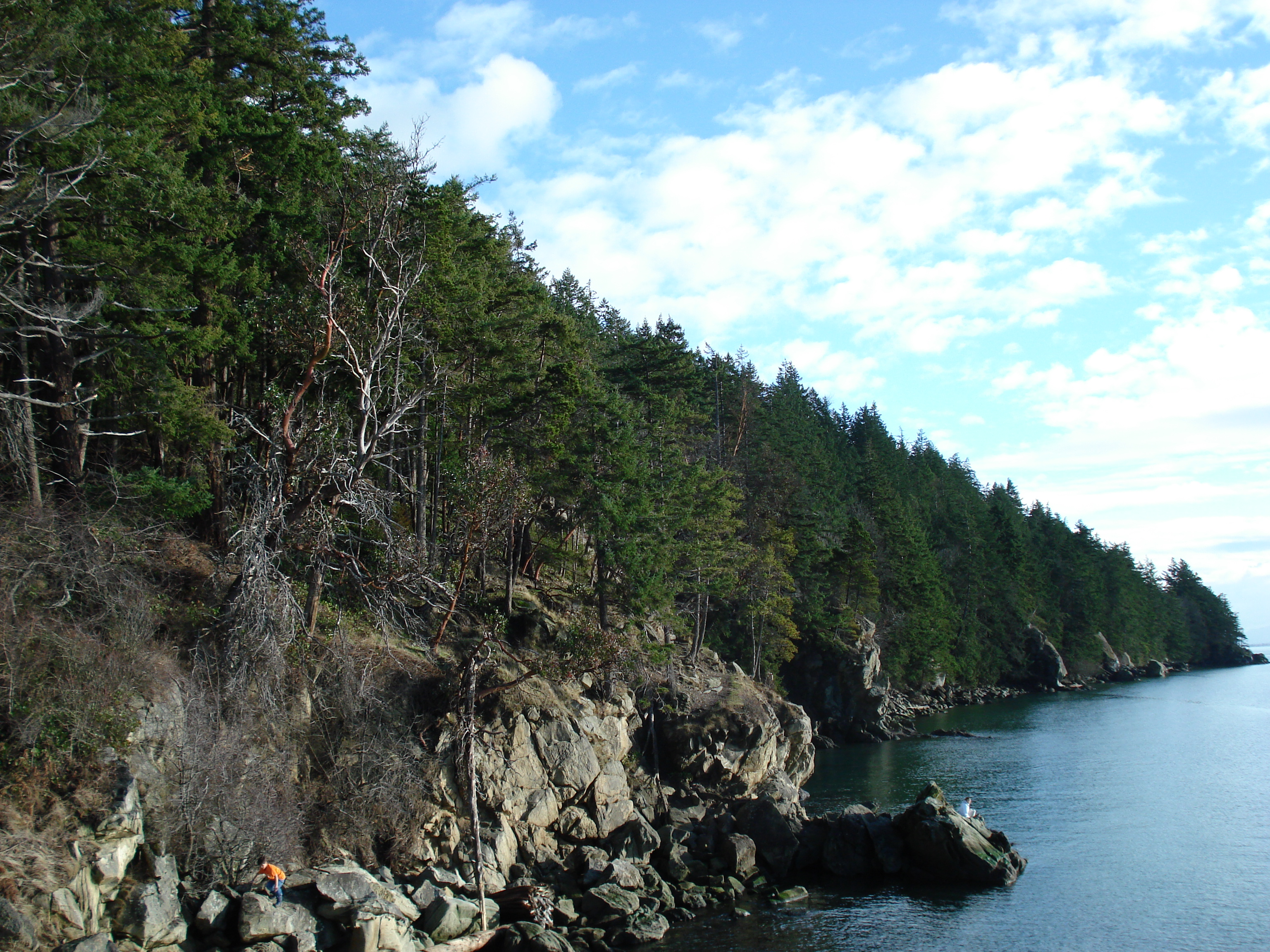
Прибережний хвойний ліс у парку Державний парк Ларрабі

## Географія
Екорегіон низинних лісів П'юджету охоплює узбережжя та острови Джорджійської западини, що простягається з півночі на південь між півостровом Олімпік та західними схилами Каскадних гір, через крайній південний захід Британської Колумбії в Канаді та північний захід штату Вашингтон в США. На сході регіону розташована Фрейзерська низовина, по якій протікає річка Фрейзер, на півдні — регіон П'юджет-Саунд, що включає території навколо однойменної затоки, а на півночі та заході — острови Галф і Сан-Хуан.
Джорджійська западина — це тектонічна западина, що утворилася приблизно 150 мільйонів років тому. В часи Вашонського зледеніння територія регіону була вкрита Кордильєрським льодовиковим щитом. Відступ льодовиків, який розпочався 16 тисяч років тому, призвів до затоплення частини западини водами моря Селіш. Ландшафт регіону наразі складається з помірно розсічених плоскогір'їв, вкритих валунною глиною та іншими льодовиковими й озерними відкладами. Висота регіону коливається від 0 до 460 м над рівнем моря і рідко перевищує 160 м над рівнем моря. На північ від канадсько-американського кордону відслонення гірських порід мезозойського та палеозойського походження утворюють пагорби, які підіймаються до 310 м над рівнем моря. В екорегіоні переважають бурі підзолисті ґрунти. З Каскадних гір та гір Олімпік у затоку П'юджет-Саунд стікають численні річки та струмки, які разом із великою річкою Фрейзер, найбільшою у Британській Колумбії, забезпечують значне надходження прісної води у море Селіш.
В горах на сході екорегіон переходить у прибережні ліси материкової Британської Колумбії та у ліси Центральних та Південних Каскадних гір, на півострові Олімпік та острові Ванкувер на заході — у Центрально-Тихоокеанські прибережні ліси, а на півдні — у ліси Вілламеттської долини.

## Клімат
На узбережжі екорегіону переважає середземноморський клімат (Csb за класифікацією кліматів Кеппена), який характеризується теплим, сухим, сонячним літом та м'якою, вологою, хмарною зимою, а в глибині континенту — помірний морський клімат (Cfb за класифікацією Кеппена), який відрізняється дещо м'якшим та вологішим літом. Середньорічна температура тут становить 9 °C, середня літня температура — 15 °C, а середня зимова температура — 3,5 °C. Середньорічна кількість опадів становить приблизно 900 мм, однак у передгір'ях Каскадних гір вона може становити понад 1530 мм, а на островах Сан-Хуан та у північно-східній частині півострова Олімпік, у дощовій тіні гір Олімпік — менше 460 мм. Лише невелика частина цих опадів випадає у вигляді снігу.

## Флора
Історично природний рослинний покрив екорегіону був представлений мозаїкою хвойних лісів, прерій, дубових саван та водно-болотних угідь. Різноманітний горбистий рельєф екорегіону призводить до формування різноманітних рослинних угруповань,  поширених уздовж топографічно визначених градієнтів вологи. У відкритих районах, особливо на півдні регіону, домінують відкриті луки, по яким розкидані дерева, а на північних захищених схилах — густі вологі ліси, основу яких складають велетенські туї (Thuja plicata) та велетенські ялиці (Abies grandis), в підліску яких поширені західні багаторядники (Polystichum munitum).
До колонізації регіону у районах навколо затоки П'юджет-Саунд переважали густі хвойні ліси, у яких домінували велетенські туї (Thuja plicata), західні тсуґи (Tsuga heterophylla), прибережні дуґласії (Pseudotsuga menziesii var. menziesii) та західні білі сосни (Pinus monticola). На більш сухих ділнках переважали мішані насадження прибережних дуґласій (Pseudotsuga menziesii), орегонських дубів (Quercus garryana), тихоокеанських деренів (Cornus nuttallii) та американських суничників (Arbutus menziesii). Вологі ділянки підтримували насадження західних тсуґ (Tsuga heterophylla) та велетенських туй (Thuja plicata).
Для вологих лісів були характерні багатовікові інтервали між пожежами, тоді як на сухих ділянках лісові пожежі спалахували часто. На найбільш сухих ділянках екорегіону зустрічаються савани, у яких домінують орегонські дуби (Quercus garryana), скручені сосни (Pinus contorta) і реліктові жовті сосни (Pinus ponderosa), та прерії, у яких домінують купини айдахської костриці (Festuca idahoensis), простір між якими вкритий товстим шаром мохів. Високе флористичне різноманіття прерій свідчить про високу вологість ґрунту взимку та ранньою весною. У деяких преріях зустрічаються куполоподібні кургани майме діаметром 12 метрів та висотою до 2 метрів. З моменту колонізації регіону площа прерій значно скоротилася внаслідок боротьби з пожежами, інтенсивного випасу худоби та вторгнення дуґласій і дубів.

## Фауна
Серед поширених в екорегіоні ссавців слід відзначити колумбійського чорнохвостого оленя (Odocoileus hemionus columbianus), вапіті Рузвельта (Cervus canadensis roosevelti), американського зайця (Lepus americanus), флоридського кролика (Sylvilagus floridanus), гірську аплодонтію (Aplodontia rufa), бурундука Таунсенда (Tamias townsendii), літягу Гумбольдта (Glaucomys oregonensis), вивірку Дугласа (Tamiasciurus douglasii), канадського голкошерста (Erethizon dorsatum), сивого бабака (Marmota caligata), пишнохвостого лісового хом'яка (Neotoma cinerea), західну вересову мишу (Phenacomys intermedius), тихоокеанську заподу (Zapus trinotatus), американського землерийкового крота (Neurotrichus gibbsii) та американську нічницю (Myotis lucifugus). Віргінські опосуми (Didelphis virginiana) були інтродуковані в екорегіоні у XX столітті. За останні десятиліття вони розширили свій ареал на північ.
Серед великих хижаків, поширених в регіоні, слід відзначити олімпійського барибала (Ursus americanus altifrontalis), північноамериканську пуму (Puma concolor couguar), руду рись (Lynx rufus) та ванкуверського вовка (Canis lupus crassodon), а серед дрібніших хижих ссавців — койота (Canis latrans), звичайну лисицю (Vulpes vulpes), тихоокеанську куницю (Martes caurina), американського горностая (Mustela richardsonii), п'юджетського скунса (Mephitis mephitis spissigrada), західного плямистого скунса (Spilogale gracilis) та звичайного ракуна (Procyon lotor). На берегах річок зустрічаються канадські бобри (Castor canadensis), канадські видри (Lontra canadensis), річкові візони (Neogale vison) та болотяні ондатри (Ondatra zibethicus). Серед морських ссавців, що зустрічаються в екорегіоні, слід відзначити тихоокеанського звичайного тюленя (Phoca vitulina richardsi) та морського калана (Enhydra lutris). 
Серед поширених в екорегіоні птахів слід відзначити американського орябка (Bonasa umbellus), гірського тетерука (Dendragapus fuliginosus), білоголового орлана (Haliaeetus leucocephalus), чорноголового яструба (Accipiter cooperii), червоноголову катарту (Cathartes aura), бородату сову (Strix nebulosa), плямисту сову (Strix occidentalis), каліфорнійського сичика-горобця (Glaucidium californicum), вогнистого колібрі-крихітку (Selasphorus rufus), рубіновоголову каліпту (Calypte anna), золотистого декола (Colaptes auratus), пухнастого дятла (Dryobates pubescens), волохатого дятла (Leuconotopicus villosus), червоноголового дятла-смоктуна (Sphyrapicus ruber), чорноголову сизойку (Cyanocitta stelleri), канадського повзика (Sitta canadensis), сірого пронурка (Cinclus mexicanus), кордильєрського волоочка (Troglodytes pacificus), підбуреника (Thryomanes bewickii), рудоспинну гаїчку (Poecile rufescens), мандрівного дрозда (Turdus migratorius), рудобрового квічаля (Ixoreus naevius), ялинового піві-малюка (Empidonax hammondii), західного піві-малюка (Empidonax difficilis), західного пісняра-лісовика (Setophaga townsendi), жовтогузого пісняра-лісовика (Setophaga coronata), рябогруду вівсянку (Passerella iliaca), жовтобрового кіпаля (Hesperiphona vespertina), ялинового шишкаря (Loxia curvirostra), соснового чижа (Spinus pinus), плямистого тауї (Pipilo maculatus), чорнобрового бруанта (Zonotrichia atricapilla) та сірого юнко (Junco hyemalis). 
На островах, узбережжях та водно-болотних угіддях екорегіону, зокрема на болоті Бернс, щороку зустрічається безліч водоплавних та коловодних птахів. Серед водоплавних птахів, що зустрічаються на водоймах регіону, слід відзначити звичайного крижня (Anas platyrhynchos), канадську казарку (Branta canadensis), каролінку (Aix sponsa), каменярку (Histrionicus histrionicus), нерозня (Anas strepera), великого креха (Mergus merganser), американського свища (Anas americana) та малого гоголя (Bucephala albeola), 

## Збереження
Територія екорегіону охоплює найбільш густонаселені райони Британської Колумбії та Вашингтона, зокрема міські агломерації Ванкувера та Сіетла, у яких проживають мільйони людей. Таким чином, лише 5 % лісів регіону залишилися у природному стані, а понад 90 % рослинного покриву було значно змінено або знищено. Загрозою для збереження природи регіону є подальше знищення лісів, поширення інтродукованих видів рослин, а також зміни клімату, що можуть призвести до підвищення рівня моря та до затоплення значної частини прибережних водно-болотних угідь та низинних лісів.
Близько 4,5 % площі екорегіону є заповідними територіями. Природоохоронні території включають: Національний парк островів Галф, Морський провінційний парк затоки Десолейшн та Парк Стенлі в Канаді, а також Національний природний заповідник Ніскуаллі, Національний природний заповідник островів Сан-Хуан, Державний парк Моран, Державний парк Ларрабі та Лісові угіддя громади Анакортес в США.